# Plebicula elongata
Plebicula elongata är en fjärilsart som beskrevs av Courvoisier 1910. Plebicula elongata ingår i släktet Plebicula och familjen juvelvingar. Inga underarter finns listade i Catalogue of Life.